# Salvador Valera Parra
Salvador Valera Parra (Huércal-Overa, Almería, 27 de febrero de 1816 - Huércal-Overa, 15 de marzo de 1889), también conocido como el «cura Valera», fue un sacerdote católico español que ejerció su ministerio en las provincias de Murcia y Almería. Goza de gran devoción entre los católicos de la zona. Fue declarado venerable por el Papa Francisco en marzo de 2021. El 20 de junio de 2025 el papa León XIV aprobó un milagro atribuido a su intercesión.

## Biografía

### Primeros años
En la villa de Huércal-Overa, el 27 de febrero de 1816, en un hogar de labradores, nace Salvador Valera Parra.
A la edad de catorce años se hace necesario su traslado a Murcia para poder proseguir sus estudios en el Seminario de San Fulgencio. En esta ciudad le acoge su tía María Josefa, abadesa del Convento de la Orden de Clarisas Capuchinas, la cual le hospeda en la casa de donados del convento, una vivienda situada frente al mismo.

### Ordenación como sacerdote
A la edad de veinticuatro años, Salvador es ordenado sacerdote el 4 de abril de 1840. Parece ser que la ordenación tuvo lugar en la ciudad de Alicante, ya que el Obispo de Cartagena en aquellas fechas se encontraba refugiado en la localidad de Tudela. Unos seis días después canta su Primera Misa un viernes de primavera, en el convento de las Monjas Capuchinas, convento que había sido testigo fiel de los desvelos, sacrificios y entrega del joven Salvador. De esta forma el Cura Valera agradecía con este gesto toda la ayuda recibida.
Días después de su primera Misa, el Cura Valera llega a su pueblo, a Huércal-Overa.

### Primera Etapa
Después de estar en Huércal-Overa, no ha llegado a cumplir los treinta y tres años cuando el Cura Valera se hace cargo del curato de la Parroquia de San Lázaro en Alhama de Murcia. En este pueblo lleva una vida sencilla y con una austeridad que se acerca a la pobreza, pues tiene como mansión unos graneros anejos a la iglesia. Enseñó el evangelio a sus feligreses y cuando se despide de Alhama a finales de mayo de 1851.
En ese año, la Diócesis de Cartagena convoca oposiciones para las parroquias, ganando el Cura Valera la de Nuestra Sra. de la Asunción de Huércal-Overa, regresando a su pueblo como párroco donde inicia un largo periodo de trece años.
Tras muchos ruegos del Obispo Landeira, de Cartagena, haciendo imponer su autoridad y requiriendo de D. Salvador la debida obediencia, en el año 1864 acepta el cura Valera el encargo de regir la parroquia de Cartagena, la más grande de la diócesis en esa época.
En el año 1865 la ciudad mediterránea sufre una epidemia de cólera y la entrega del Cura Valera es total, llevando ayuda y esperanza tanto a enfermos como a sus familiares, no hay moribundo que no reciba la atención del Cura Valera y su auxilio. Tal es el comportamiento de Salvador, que el Ayuntamiento de Cartagena reconoce su labor en el libro de actas del mencionado año y le regala un cáliz.
El 26 de septiembre de 1868 el General Prim, que es recibido por autoridades civiles y militares de la plaza, las cuales le informan sobre las virtudes del párroco D. Salvador Valera.
Prim desea llevarle a la villa y corte, el Cura Valera sólo le pide una cosa: regresar a su querida villa de Huércal-Overa.
El Obispo de Murcia y posteriormente Arzobispo de Valencia y Cardenal, dijo con ocasión de unas ordenaciones sacerdotales: "Solo os pido que os miréis en el espejo que tengo en Huércal-Overa, en el cura Salvador Valera Parra, en cuyo espejo se mira también vuestro obispo”.

### Regreso a Huércal-Overa
A finales del año 1868 se ve cumplido el deseo, y D. Salvador Valera regresa definitivamente a Huércal-Overa. Es un día grande, las campanas de la iglesia repican de alegría, el pueblo entero sale al encuentro de la humilde carreta en la cual vuelve su cura, se suceden los abrazos y vítores; el pueblo celebra su regreso.
Salvador tiene ya cincuenta y dos años y una ligera cojera en la pierna derecha, que disimula apoyándose discretamente en un bastón (un recuerdo de su paso por Cartagena). Lleva casi treinta años consagrados al sacerdocio, luchando por ayudar a sus vecinos en esos difíciles años.
Y nuevamente Huércal-Overa vuelve a ser testigo de hechos portentosos, tales como: la Lámpara del Santísimo que sabe desde su dormitorio cuándo está apagada, terremotos, caso de Vicente-Casa Rubio, caso de Práxedes, el incendio del Templo que se apaga súbitamente cuando invoca a la Virgen María y muestra el cuadro de Nuestra Señora de los Desamparados (Virgen del Río) y pide que rece de rodillas todo el pueblo, el caso del Velonero, el caso del Cura Mena, y diversas predicciones, entre ellas la del sacerdote que le sucedería al frente de la parroquia de Huércal-Overa a su muerte. Todos estos casos y más, están debidamente relatados y documentados, en el libro “El Cura Valera y sus cosas” de Antonio Jiménez.

## Pro-Beatificación y Canonización
Cuando en 1954 el Obispo de Cartagena inició los primeros pasos del proceso, innumerables personas depusieron testimonios impresionantes de sus virtudes y merecimientos.
Desde 1989, en que se reactivó definitivamente el proceso de Beatificación, muchos pasos se han dado en tal andadura a través de la Asociación Pro-Beatificación Cura Valera.
Una de las actuaciones más difundidas ha sido la publicación de varios libros sobre su vida, el rodaje de un Documental sobre el Cura Valera en el año 2010, y la publicación de una novena en su honor en 2019.
En fecha 18 de marzo de 2021 se ha hecho público que el Santo Padre el Papa Francisco ha firmado el Decreto por el que la Iglesia declara “Venerable” a don Salvador Valera porque ha vivido de forma heroica las virtudes cristianas, es decir, ha sido un cristiano “excelente”, que ha vivido de forma excelente la fe, la esperanza y la caridad, que son las virtudes teologales, así como la prudencia, la justicia, la fortaleza y la templanza, que son las virtudes cardinales, y otras virtudes propias de su vocación sacerdotal como la pobreza, la castidad y la obediencia, la humildad y la caridad pastoral, ejercicio de sus virtudes que se ha mostrado en sus actos de una manera permanente en su vida, siendo modelo de sacerdote diocesano, pastor bueno y humilde de su pueblo.
En fecha 20 de junio de 2025 se hizo público que el Papa León XIV ha aprobado un milagro atribuido a su intercesión. 
Como explica la Diócesis de Almería, la noche del 14 de enero de 2007 el niño Tyquan Hall nació en el Memorial Hospital de Rhode Island en Providence (Estados Unidos), pero apenas tiene pulso y respira, tiene una frecuencia cardíaca baja, está pálido y cianótico. La situación se presenta grave. Iniciados los protocolos de recuperación neonatal, una hora después no se aprecian signos de mejoría, la enfermera no le encuentra el pulso ni el latido del corazón. El médico que lo atiende, Dr. Juan Sánchez-Esteban, natural de Huércal-Overa, en su desesperación, se acuerda de lo que sus padres le han enseñado desde pequeño, y pide la intercesión de su paisano con una oración: “Cura Valera, he hecho todo lo que ha sido posible, ahora te toca a ti”. Comienza a caminar por el pasillo para ir a comunicar a los padres la muerte de su hijo, pero la enfermera avisa al médico de que el niño se está recuperando. Unos minutos después de la oración, el niño comenzó a respirar y a latir su corazón con normalidad. Tras este difícil episodio, Tyquan debería haber quedado afectado por daños en su desarrollo como una parálisis cerebral y discapacidad mental y física, en el área del lenguaje y de la motricidad, pero no queda en él secuela alguna.
El proceso canónico de investigación de este presunto milagro se llevó a cabo en la diócesis de Rhode Island en Providence (Estados Unidos) del 8 al 19 de septiembre de 2014. El 26 de junio de 2015 se declaró la validez de la fase diocesana. Tras la preparación de la Positio de estudio de este presunto milagro en el Dicasterio para las Causas de los Santos de Roma, ha superado de forma positiva el estudio de los historiadores y de los teólogos, así como de la compleja Consulta Médica y de la sesión plenaria de Cardenales y Obispos del Dicasterio, que han presentado al Papa León XIV las conclusiones finales y él las ha recibido y aprobado favorablemente.
Su Causa de canonización ha concluido su fase romana tras el largo estudio realizado por el Dicasterio para las Causas de los Santos de Roma del milagro atribuido a su intercesión, lo que abre la puerta a la próxima ceremonia de Beatificación, que se espera que pueda celebrarse en 2026.

## Reconocimientos
El Cura Valera tiene mucha importancia en la localidad de su nacimiento. Por ello cuenta con una plaza, una calle y un instituto que llevan su nombre en Huércal-Overa, siendo el Instituto de Educación Secundaria Cura Valera creado en fecha 20 de abril de 1951.